# Lhotice
Lhotice (in tedesco Lhotitz) è un comune della Repubblica Ceca facente parte del distretto di Třebíč, nella regione di Vysočina.